# Volksbank Solling
Die Volksbank Solling eG ist eine deutsche Genossenschaftsbank im südlichen Niedersachsen mit Sitz in Hardegsen im Landkreis Northeim. Der Solling, ein Mittelgebirge im Weserbergland, in dem Teile des Geschäftsgebiets der Bank liegen, ist seit 1993 Namensgeber der Bank.

## Geschichte
Die Volksbank Solling eG entstand aus der Fusion mehrerer Genossenschaftsbanken, von denen die älteste im Jahr 1886 gegründet wurde. Im Wesentlichen basiert die Geschichte der Bank auf zwei Linien, die sich im Jahr 1993 zusammenschlossen:

### Volksbank eG Fredelsloh-Hardegsen-Moringen (1886 bis 1993)
Im Raum Hardegsen/Moringen wurden die ersten Vorläufer der heutigen Volksbank Solling eG gegründet. So wurden im Jahr 1886 gleich drei Gründungsinstitute ins Leben gerufen: Die Moringer Spar- und Darlehnskasse, die Hardegser Spar- und Darlehnskasse und die Spar- und Darlehnskasse Lutterhausen. Im Jahr 1894 folgte die Spar- und Darlehnskasse Fredelsloh. Die Gründung der Spar- und Darlehnskasse Gladebeck-Harste erfolgte hingegen erst nach dem Ersten Weltkrieg im Jahr 1920. Allerdings existierte in Gladebeck seit 1894 eine Molkereigenossenschaft.
Im Jahr 1946 erfolgte der erste Zusammenschluss: Die Spar- und Darlehnskasse Lutterhausen fusionierte mit der Spar- und Darlehnskasse Hardegsen. 1954 übernimmt die Spar- und Darlehnskasse Gladebeck-Harste die Molkereigenossenschaft Gladebeck. Die Spar- und Darlehnskasse Gladebeck-Harste schloss sich 1963 der Spar- und Darlehnskasse Hardegsen an.
Auf außerordentlichen Generalversammlungen im Jahr 1968 beschlossen die Spar- und Darlehnskassen in Hardegsen und Moringen, sich in Volksbank Hardegsen eG bzw. Volksbank Moringen eG umzubenennen. Grund für die Umbenennung war, dass eine andere Volksbank Filialen in Hardegsen, Moringen und Uslar eröffnen wollte.
Nach Abschluss von Kooperationsverträgen zwischen den Banken in Hardegsen, Moringen und Fredelsloh schlossen sich im Jahr 1977 die Volksbank Hardegsen eG, die Volksbank Moringen eG und die Spar- und Darlehnskasse Fredelsloh eG zur Volksbank eG Fredelsloh-Hardegsen-Moringen mit Sitz in Hardegsen zusammen.

### Volksbank Uslar eG (1895 bis 1993)
Die Geschichte der Volksbank in Uslar begann am 24. Januar 1895 mit der Gründung der Spar- und Darlehnskasse, eingetragene Genossenschaft mit unbeschränkter Haftpflicht, zu Uslar durch 54 Uslarer Geschäftsleute, Handwerker und Bauern. Das erste Geschäftslokal der Kasse befand sich im Hause des ersten Rendanten Albert Meseke in der Stiftstraße 1. Mit der Ernennung von Albert Meseke zum Bürgermeister der Stadt Uslar wurden die Geschäftsräume bereits 1896 in das Uslarer Rathaus verlegt. Nach dem Tod des Rendanten Albert Meseke im Jahr 1912 wurde sein Bruder Emil Meseke neuer Rendant der Kasse. Die Geschäftsräume wurden vom Rathaus in das Haus Neustadt Nr. 200 verlegt, welches ebenfalls der Familie Meseke gehörte.
Im Jahr 1922 verlegte man die Geschäftsräume der Kasse wieder in die Stiftstraße 1. 1923 wurde der Name der Genossenschaft in Kreditbank Uslar e.G.m.u.H. geändert. Mit Beschluss der Generalversammlung vom 4. April 1937 wurde die Genossenschaft von der unbeschränkten Haftpflicht in eine solche mit beschränkter Haftpflicht umgewandelt und die Firmierung folglich in Kreditbank Uslar e.G.m.b.H. geändert. Um der steigenden Anzahl der Sparer gerecht zu werden, beschließt die Generalversammlung im Jahr 1954 eine Umfirmierung in Spar- und Kreditbank Uslar e.G.m.b.H., welche mit dem Umzug in die ersten eigenen Geschäftsräume in der Langen Straße 46 am 21. Dezember 1955 in Kraft tritt.
Die erste Fusion in der Geschichte der Bank fand im Jahr 1960 statt. Auf der Generalversammlung am 24. Mai 1960 wurde Übernahme der 1908 gegründeten Spar- und Darlehnskasse Allershausen beschlossen. Im Jahr 1967 folgte die Verschmelzung mit der 1922 gegründeten Spar- und Darlehnskasse Wiensen. In beiden Orten wurden künftig Zweigstellen unterhalten.
Auf einer außerordentlichen Generalversammlung am 8. Oktober 1968 wurde die Umbenennung der Spar- und Kreditbank in Volksbank beschlossen. Die Umbenennung brachte jedoch einige Probleme mit sich, da die Volksbank Göttingen eG zur gleichen Zeit eine Filiale in Uslar eröffnete. Erst nach zweijährigem Rechtsstreit erzielte man eine Einigung und der neue Name Volksbank Uslar e.G.m.b.H. wurde am 25. September 1970 in das Genossenschaftsregister beim Amtsgericht Northeim eingetragen.
Bereits im Jahr 1969 erwarb die Bank das Geschäftshaus Neustädter Platz 36 von der Firma Eisen-Franke, welches nach umfangreichen Umbaumaßnahmen am 1. März 1971 bezogen wurde. Ende 1972 wurde die Verschmelzung mit der Spar- und Darlehnskasse Fürstenhagen (gegründet 1922) beschlossen. Im Jahr 1974 wurden die Uslarer Kunden der Volksbank Göttingen eG übernommen, die ihre erst 1969 eröffnete Uslarer Zweigniederlassung wieder aufgab. Anfang des Jahres 1979 eröffnete die Volksbank eine weitere Geschäftsstelle in Uslar am Isertor 1.
Die nächste Fusion wurde Anfang 1987 beschlossen und zum 1. Januar 1988 vollzogen: Die Volksbank Uslar eG und die Raiffeisenbank Uslar eG mit Sitz in Bollensen schließen sich unter dem Namen Volksbank Uslar eG zusammen. Die Raiffeisenbank Uslar eG war 1979 aus den Spar- und Darlehnskassen Bollensen (gegr. 1907), Eschershausen (gegr. 1919), Schoningen (gegr. 1889) und Vahle (gegr. 1919) entstanden und brachte zu den fünf Geschäftsstellen der Volksbank weitere fünf Filialen sowie das Warengeschäft mit in die fusionierte Bank ein.
Auf der Generalversammlung am 20. Mai 1988 beschloss man gleich zwei weitere Zusammenschlüsse: Zum einen den mit der Kornhaus Uslar eG mit Wirkung zum 1. Juli 1988, und zum anderen den mit der Raiffeisenbank Ahletal eG mit dem Sitz in Sohlingen mit Wirkung zum 1. Januar 1989. Damit erhöhte man die Zahl der Geschäftsstellen um weitere drei Standorte. Das Kornhaus Uslar war 1920 als reine Warengenossenschaft gegründet worden; die Raiffeisenbank Ahletal eG war 1981 aus den Spar- und Darlehnskassen Sohlingen (gegr. 1905), Schönhagen (gegr. 1895) und Kammerborn (gegr. 1919) hervorgegangen.
Mit Wirkung zum 31. Dezember 1992 folgte bereits die nächste Fusion: Die Volksbank Bodenfelde eG, gegründet als Spar- und Darlehnskasse im Jahr 1895, schloss sich der Volksbank Uslar eG an. In der Volksbank Bodenfelde war bereits 1969 die ebenfalls 1895 gegründete Spar- und Darlehnskasse Wahmbeck aufgegangen.

### Volksbank Solling eG (seit 1993)

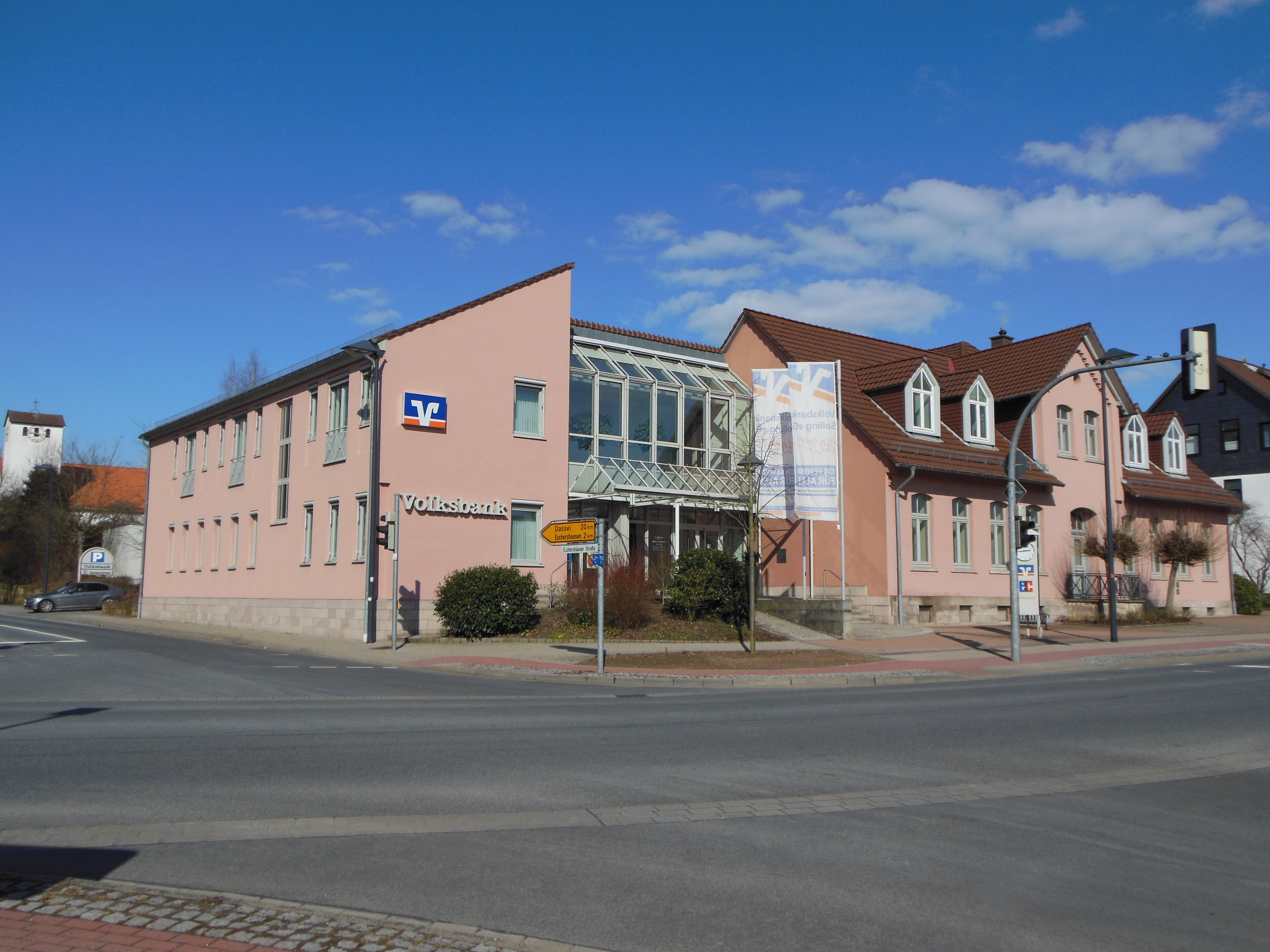
Zweigniederlassung Uslar, Wolfhagen 1

Im Jahr 1993 kommt es schließlich zur Fusion der Volksbank eG Fredelsloh-Hardegsen-Moringen und der Volksbank Uslar eG. Übernehmendes Institut war die Volksbank Uslar eG, die ihren Namen in Volksbank Solling eG änderte und den Sitz nach Hardegsen verlegte.
Dass der Sitz der vereinigten Bank in Hardegsen, Vor dem Tore 10, genommen wurde, wurde gerade in Uslar mit Bedauern aufgenommen. Jedoch verfügte das Bankgebäude in Uslar am Neustädter Platz nicht über die Räumlichkeiten, die für die vereinigte Bank erforderlich gewesen wären. Erst mit dem Kauf des ehemaligen Gasthauses Küchemann am Wolfhagen zum 1. September 1994 wurde der Grundstein für eine Erweiterung der Uslarer Geschäftsräume der Bank gelegt. Nach grundlegendem Umbau des Gebäudes wurde die Geschäftsstelle Uslar vom Neustädter Platz 36 in den Wolfhagen 1 verlegt. Gleichzeitig wurde die direkt gegenüberliegende Geschäftsstelle am Isertor 1 geschlossen. Trotz der nun erweiterten Räumlichkeiten verblieb der Hauptsitz der Bank in Hardegsen. Als Zugeständnis für den „verlorenen“ Hauptsitz wird die Geschäftsstelle in Uslar seitdem als Zweigniederlassung unter der Firma Volksbank Uslar, Zweigniederlassung der Volksbank Solling eG geführt.
Ebenfalls im Jahr 1994 wurde für die Geschäftsstelle in Moringen, Lange Straße 18, ein Neubau erstellt, der am 5. Dezember 1994 in Benutzung genommen wurde.
Die bislang letzte Fusion erfolgte im Jahr 2001: Die im Jahr 1886 als Volpriehäuser Spar- und Darlehnskassenverein gegründete Volksbank Volpriehausen eG schließt sich der Volksbank Solling eG an. Die bis dahin letzte noch selbstständige Kreditgenossenschaft im Uslarer Land mit nur einer Geschäftsstelle in Volpriehausen war seit der Entstehung der Volksbank Solling eG im Jahr 1993 vollständig von deren Geschäftsgebiet umgeben und hatte bis dahin jegliche Fusionsgespräche abgelehnt.
Im Jahr 2002 wurde die Geschäftsstelle Sohlingen, bis Ende 1988 Hauptsitz der früheren Raiffeisenbank Ahletal eG, geschlossen.
Zum 31. Dezember 2009 wurde die Geschäftsstelle Bollensen, bis Ende 1987 Hauptstelle der früheren Raiffeisenbank Uslar eG, geschlossen. Rückläufige Kundenzahlen sowie notwendige Modernisierungsmaßnahmen veranlassten zu diesem Schritt.
Im März 2018 kündigte die Bank an, im Oktober 2018 die Geschäftsstellen Fredelsloh, Gladebeck, Schönhagen, Schoningen und Volpriehausen sowie die Zahlstelle Fürstenhagen zu schließen. Damit reduzierte die Bank ihre Standortzahl, trotz Kritik aus Politik und Bevölkerung, um mehr als die Hälfte von elf auf fünf Standorte.

### Stammbaum
Der Stammbaum der Volksbank Solling eG. Angegeben ist der zum Zeitpunkt der Verschmelzung geführte Name.
- Volksbank Solling eG (seit 1993)
  - Volksbank Volpriehausen eG (1886 bis 2001)
  - Volksbank eG Fredelsloh-Hardegsen-Moringen (1977 bis 1993)
    - Volksbank Hardegsen eG (1886 bis 1977)
      - Spar- und Darlehnskasse Lutterhausen (1886 bis 1946)
      - Spar- und Darlehnskasse Gladebeck-Harste (1920 bis 1963)
        - Molkerei Gladebeck (1894 bis 1954)

    - Volksbank Moringen eG (1886 bis 1977)
    - Spar- und Darlehnskasse Fredelsloh eG (1894 bis 1977)

  - Volksbank Uslar eG (1886 bis 1993)
    - Volksbank Bodenfelde eG (1895 bis 1992)
      - Spar- und Darlehnskasse Wahmbeck (1895 bis 1969)

    - Raiffeisenbank Ahletal eG (1981 bis 1988)
      - Spar- und Darlehnskasse Sohlingen (1905 bis 1981)
        - Spar- und Darlehnskasse Kammerborn (1919 bis 1964)

      - Spar- und Darlehnskasse Schönhagen (1895 bis 1981)

    - Kornhaus Uslar eG (1920 bis 1988)
    - Raiffeisenbank Uslar eG (1979 bis 1987)
      - Spar- und Darlehnskasse Bollensen (1907 bis 1979)
        - Spar- und Darlehnskasse Eschershausen (1919 bis 1968)
        - Spar- und Darlehnskasse Vahle (1919 bis 1963)

      - Spar- und Darlehnskasse Schoningen (1889 bis 1979)

    - Spar- und Darlehnskasse Fürstenhagen (1922 bis 1972)
    - Spar- und Darlehnskasse Wiensen (1922 bis 1967)
    - Spar- und Darlehnskasse Allershausen (1908 bis 1959)

## Rechtsverhältnisse
Die Volksbank Solling eG ist im Genossenschaftsregister beim Amtsgericht Göttingen unter GnR 130009 eingetragen.

## Organisationsstruktur
Rechtsgrundlagen sind das Genossenschaftsgesetz und die durch die Vertreterversammlung beschlossene erlassene Satzung. Organe der Bank sind der Vorstand, der Aufsichtsrat und die Vertreterversammlung.

## Sicherungseinrichtung
Die Volksbank Solling eG ist der amtlich anerkannten Sicherungseinrichtung des Bundesverbandes der Deutschen Volksbanken und Raiffeisenbanken GmbH und der zusätzlichen freiwilligen Sicherungseinrichtung des Bundesverbandes der Deutschen Volksbanken und Raiffeisenbanken e.V. angeschlossen.

## Geschäftsausrichtung und Geschäftserfolg
Die Volksbank Solling eG betreibt das Universalbankgeschäft. Im Verbundgeschäft arbeitet sie mit der DZ Bank, R+V Versicherung, Bausparkasse Schwäbisch Hall, Teambank, VR Smart Finanz, DZ Hyp und der Union Investment zusammen.

## Geschäftsgebiet und Geschäftsstellen
Das Geschäftsgebiet der Volksbank Solling eG liegt in Südniedersachsen zwischen Weser und Leine und umfasst die Städte Hardegsen, Moringen und Uslar sowie den Flecken Bodenfelde im Landkreis Northeim. Eine weitere Geschäftsstelle befindet sich im Bovender Ortsteil Harste im Landkreis Göttingen.
Insgesamt betreibt die Volksbank Solling eG fünf Geschäftsstellen:
- Bodenfelde
- Bovenden-Harste
- Hardegsen (Hauptsitz)
- Moringen
- Uslar (Zweigniederlassung)

Sämtliche Standorte verfügen über SB-Technik (Geldautomat und Kontoauszugsdrucker).

## Raiffeisen Adelebsen-Uslar
Die Raiffeisen Adelebsen-Uslar GmbH mit Sitz in Adelebsen ist eine gemeinsame Tochtergesellschaft der Volksbank Solling eG und der Volksbank eG Adelebsen. Beide Volksbanken, welche jeweils die Hälfte des Stammkapitals der Tochtergesellschaft halten, bündeln in dieser ihr Warengeschäft. Neben dem Warengeschäft (Handel mit Saatgut, Düngemitteln und Heizöl) an den Standorten Adelebsen und Uslar werden darüber hinaus vier Automatentankstellen betrieben: Zwei Benzin- und Dieseltankstellen in Barterode und Schoningen, welche jeweils mit einer Kundenkarte der Raiffeisen Adelebsen-Uslar GmbH und mit Girocard genutzt werden können, sowie zwei Diesel-Tankstellen in Adelebsen und Sohlingen, welche nur mit Kundenkarte genutzt werden können.

### Geschichte
Ende September 2013 wurde bekannt, dass die Volksbank Solling eG beabsichtigt, ihre Warenabteilung (Kornhaus Uslar) zusammen mit der Warenabteilung der benachbarten Volksbank eG in Adelebsen in eine neuzugründende gemeinsame Tochtergesellschaft in der Rechtsform einer GmbH auszugliedern. Die Warenstandorte beider Banken in Adelebsen und Uslar sollten jedoch erhalten bleiben. Während die grundsätzliche Ausgliederung auf den entsprechenden Versammlungen Ende September 2013 beschlossen wurde, bestand über den Namen der neuen Warengesellschaft zunächst noch Klärungsbedarf. Der von der Volksbank Adelebsen vorgeschlagene Name Raiffeisen Schwülme GmbH wurde von der Volksbank Solling entschieden abgelehnt.
Am 6. Februar 2014 erfolgte die Eintragung der neugegründeten Warengesellschaft unter der Firma Raiffeisen Adelebsen-Uslar GmbH mit rechtlichem Sitz in Adelebsen. Die offizielle Übertragung der Warenabteilungen an die neue Tochtergesellschaft sowie deren operative Geschäftsaufnahme erfolgte Mitte 2014 rückwirkend zum 1. Januar 2014.
Die Warengesellschaft ist zwischenzeitlich aufgelöst worden.